# 名誉書記
名誉書記（めいよしょき）は、財団・社団及びゴルフ場などの名誉職たる役員の職名または称号(名誉称号)の一つ。関連する職名に名誉書記長、名誉秘書がある（本項で解説）。

## 名誉書記長
19世紀から20世紀にかけてスペインの政治家で、スペイン第二共和政とスペイン内戦期の政治指導者であった、ドロレス・イバルリは政治亡命中だった1960年（昭和35年）1月、プラハで開催されたスペイン共産党第6回大会で名誉書記長に選出されている。

## 名誉書記

### 財団・社団における名誉書記
日本では、明治時代から置かれていた名誉職で、1883年（明治16年）に創立した鹿鳴館では外国人名誉書記としてトーマス・グラバーが招聘されていたことが知られている。1898年（明治31年）、公爵近衛篤麿、子爵岡部長職及び法学博士鳩山和夫らの発起により、各界の親睦を図る目的で日本倶楽部が創立された際には、同倶楽部名誉書記名義で案内文が出されており、当時、伯爵だった大隈重信が受領した「日本倶楽部名誉書記書翰」は現在も早稲田大学で所蔵されている。
また、渋沢栄一の生前の日記や逸話をまとめた『渋沢栄一伝記資料』によれば、1927年（昭和2年）12月26日、日米親善事業を営んでいたニュー・ヨーク日本協会協賛会名誉書記を務めていた小野英二郎が死去し、渋沢が名誉会長として葬儀で弔辞を読んだことが記されている。

### ゴルフ場における名誉書記
日本のゴルフ場を営むカントリークラブでは、役員の職名として名誉書記を定めている例がある。1930年（昭和5年）、東京ゴルフ倶楽部がゴルフコースを設計する際に、コース設計者としてチャールス・ヒュー・アリスンを招聘する際、同倶楽部名誉書記の白石多士良らが反対理事の留守中に招聘を決行したという記録が残っている。

### 親睦団体の名誉書記
なお、日本の一部芸能人や文化人が組織する親睦団体 「宇宇意意の会」では上岡龍太郎を名誉顧問、作家の沢木耕太郎を名誉書記とし、桂南光らを含む8名の仲間で活動。遊行に一定のルールを定め交流している。

## 名誉秘書
名誉書記と類似した職名として名誉秘書がある。日本体育協会が1961年に大学スポーツ競技をつかさどるユニバーシアード委員会の役員人事を発表した際、委員長の津島寿一、副委員長 田畑政治、名誉会計 龍田峻次とともに名誉秘書として北沢清の4名を再任したことが報じられている。

### 文献資料
- Dolores Ibárruri, Manuel Azcárate, Luis Balaguer, Antonio Cordón, Irene Falcón and José Sandoval. El VI Congreso. Historia del Partido Comunista de España. Paris: Editions Sociales, 1960.

### 報道資料
- 『読売新聞』1993年7月23日大阪夕刊
- 『読売新聞』2001年12月22日西部夕刊